# Triaenodes sericeus
Triaenodes sericeus är en nattsländeart som beskrevs av Navás 1935. Triaenodes sericeus ingår i släktet Triaenodes och familjen långhornssländor. Inga underarter finns listade i Catalogue of Life.